# 沃特尼·曼恩邀请杯
沃特尼·曼恩邀请杯（Watney Mann Invitation Cup），簡稱沃特尼杯（Watney Cup）是一項70年代初期在英格蘭舉行的足球錦標賽。由沃特尼·曼恩啤酒廠冠名贊助，是英格蘭首項商業贊助錦標賽，比賽並作當時不常見的電視直播，一共舉辦了四屆（由1970年至1973年）比賽。
安排在球季開始前比賽，由上一季聯賽四級組別中入球最多的球隊角逐，每組兩隊共八隊作淘汰制比賽，沒有重賽一場決勝負，決賽安排在其中一方的主場進行而非慣常的中立球場。這項比賽是全世界首項採用点球大战分勝負的錦標賽。首次採用点球大战分勝負是在1970年的半決賽由侯城對曼联，曼聯獲勝。四屆比賽中有兩屆決賽亦需用点球大战分勝負。

## 歷屆決賽
| 年度   | 冠軍         | 比數             | 亞軍       | 球場                    |
| ------ | ------------ | ---------------- | ---------- | ----------------------- |
| 1970年 | 德比郡       | 4-1              | 曼联       | 德比市 棒球場           |
| 1971年 | 科尔切斯特   | 4-4 (十二碼 4-3) | 西布朗     | 西布朗 山楂球场         |
| 1972年 | 布里斯托流浪 | 0-0 (十二碼 7-6) | 谢菲尔德联 | 布里斯托尔 依士維爾球場 |
| 1973年 | 斯托克城     | 2-0              | 赫尔城     | 斯托克城 維多利亞球場   |

## 参赛球队

### 1970
德比郡, 曼联 (第一级); 胡尔城, 谢菲尔德联队(第二级); 富勒姆, 雷丁(第三级); 艾迪索特, 彼得伯勒联(第四级)

## 外部連結
- 占士羅斯網站沃特尼杯賽果 （页面存档备份，存于）